# 輻射變晶
輻射變晶（英語：Metamictization）是一種晶體內結晶構造被破壞的現象。
某些礦物常會含有輻射性的元素，這些元素經由衰變釋放α粒子或β粒子。這些粒子具有高能量，在釋放的同時撞擊礦物的晶格，終於使結晶構造被破壞，形成非晶質構造。這種破壞常常是永久性的。
具有輻射變晶現象的礦物如鋯石，其內部時常含有鈾及釷等輻射性元素，晶格被破壞的程度，與礦物形成(再結晶至今)的時間有著密切關係。